# Amphoe Mueang Udon Thani
Mueang Udon Thani (tiếng Thái: เมืองอุดรธานี) là một huyện thủ phủ (Amphoe Mueang) của tỉnh Udon Thani, đông bắc Thái Lan. Thành phố Udon Thani nằm trong địa giới huyện này.

## Địa lý
Các huyện giáp ranh (từ phía bắc theo chiều kim đồng hồ) là: Phen, Phibun Rak, Nong Han, Prachaksinlapakhom, Kumphawapi, Nong Saeng, Nong Wua So, Kut Chap và Ban Phue của tỉnh Udon Thani.

## Lịch sử
Tên ban đầu của huyện này là Ban Makkhaeng (บ้านหมากแข้ง), huyện này đã là một trong 4 huyện đầu tiên của Udon Thani được thành lập trong các cuộc cải cách hành chính thesaphiban năm 1897.

## Hành chính
Huyện này được chia ra thành 21 xã (tambon), và các đơn vị này lại được chia ra thành 247 làng (thôn, buôn sóc, bản, mường) (muban). Thành phố (thesaban nakhon) Udon Thani nằm trên địa giới của toàn bộ tambon Mak Khaeng và một phần lãnh thổ của Nong Bua và Nong Khon Kwang. Có 7 thị trấn (thesaban tambon) - Nikhom Songkhro nằm trên địa giới của tambon Nikhom Songkhro và Khok Sa-at; Nong Bua nằm trên địa giới của tambon Nong Bua, Nong Na Kham, Sam Phrao và Nong Khon Kwang; Ban Chan nằm trên địa giới của tambon Ban Chan và Nong Khon Kwang; Na Kha nằm trên địa giới của tambon Na Kha; Non Sung – Nam Kham nằm trên địa giới của tambon Non Sung; còn Nong Sam Rong nằm trên toàn bộ địa giới tambon Na Di và một phần Mu Mon và Ban Lueam. 
| STT | Tên             | Tên Thái    | Số làng | Dân số  |  |
| --- | --------------- | ----------- | ------- | ------- |  |
| 1.  | Mak Khaeng      | หมากแข้ง     | -       | 143.081 |  |
| 2.  | Nikhom Songkhro | นิคมสงเคราะห์ | 12      | 9.309   |  |
| 3.  | Ban Khao        | บ้านขาว      | 10      | 9.985   |  |
| 4.  | Nong Bua        | หนองบัว      | 7       | 15.826  |  |
| 5.  | Ban Tat         | บ้านตาด      | 14      | 12.412  |  |
| 6.  | Non Sung        | โนนสูง       | 14      | 19.941  |  |
| 7.  | Mu Mon          | หมูม่น        | 12      | 14.744  |  |
| 8.  | Chiang Yuen     | เชียงยืน      | 16      | 15.511  |  |
| 9.  | Nong Na Kham    | หนองนาคำ    | 18      | 20.969  |  |
| 10. | Kut Sa          | กุดสระ       | 11      | 8.295   |  |
| 11. | Na Di           | นาดี         | 8       | 5.051   |  |
| 11. | Na Di           | นาดี         | 8       | 1.634   |  |
| 12. | Ban Lueam       | บ้านเลื่อม     | 8       | 15.830  |  |
| 13. | Chiang Phin     | เชียงพิณ      | 10      | 10.778  |  |
| 14. | Sam Phrao       | สามพร้าว     | 13      | 17.792  |  |
| 15. | Nong Hai        | หนองไฮ      | 15      | 12.564  |  |
| 16. | Na Kha          | นาข่า        | 16      | 12.544  |  |
| 17. | Ban Chan        | บ้านจั่น       | 12      | 12.776  |  |
| 18. | Nong Khon Kwang | หนองขอนกว้าง | 10      | 10.363  |  |
| 19. | Khok Sa-at      | โคกสะอาด    | 10      | 7.298   |  |
| 20. | Na Kwang        | นากว้าง      | 12      | 6.836   |  |
| 21. | Nong Phai       | หนองไผ่      | 11      | 8.941   |  |